# Myrmica minuta
Myrmica minuta är en myrart som beskrevs av Mikhail Dmitrievich Ruzsky 1905. Myrmica minuta ingår i släktet rödmyror, och familjen myror.

## Underarter
Arten delas in i följande underarter:
- M. m. iskanderi
- M. m. minuta
- M. m. tarbinskii